# Ferdinand Apshoven der Jüngere
Ferdinand Apshoven II., auch Ferdinand Abshoven, Ferdinand Abtshoven und Ferdinand van Apshoven, (getauft 1. März 1630 in Antwerpen; begraben 3. April 1694 in Antwerpen) war ein flämischer Maler.

## Leben
Ferdinand Apshoven II. war ein Sohn von Ferdinand Apshoven I. und der jüngere Bruder von Thomas van Apshoven. Ausgebildet wurde er von seinem Vater und David Teniers d. J., 1657/58 wurde er von der Malergilde in Antwerpen als Meistersohn zugelassen. In der Folge scheint er nur wenig gemalt zu haben. Sein Hauptbetätigungsfeld war der Handel mit Kunstwerken.
Am 20. Januar 1657 heiratete er Josina van Overstraeten, mit der er fünf Kinder hatte. Sein jüngster Sohn, Willem van Apshoven, schlug ebenfalls eine künstlerische Laufbahn ein. Ab 1664 war er Hauptmann der Bürgerwehr von Antwerpen. Zwischen 1678 und 1679 wurde er als Dekan der Malergilde vorgeschlagen, lehnte das Amt aber ab. Am 3. April 1694 wurde er in St. Walburga in Antwerpen begraben.
Stilistisch stehen seine wenigen Bilder denen von David Teniers d. J. und denen seines Bruders nahe. Er malte vorwiegend ländliche Szenen, Interieurs, Genrebilder und Stillleben.

## Werke (Auswahl)
- Beim Kunsthändler. Bratislava, Slovenská národná galéria
- Die Werkstatt des Malers. Dresden, Gemäldegalerie Alte Meister
- Interieur mit zwei Personen. Dünkirchen, Museum